# أكيرا اوكادا
أكيرا اوكادا (بالإنجليزية: Okada Akira)‏ (و. 1954 – م) هو عالم اقتصاد، وبروفيسور، من شعب ياباني، ولد في شينغو، واكاياما.

## التعليم
تعلم في معهد طوكيو للتكنولوجيا، وتحصل منها على دكتوراه في الفلسفة، ومعهد طوكيو للتكنولوجيا، وتحصل منها على ماجستير العلوم، ومعهد طوكيو للتكنولوجيا، وتحصل منها على بكالوريوس العلوم.

## مناصب وهيئات
أدار جامعة هيتوتسوباشي (منذ 2004)، وجامعة كيوتو (1991–2004)، ومعهد طوكيو للتكنولوجيا (1982–1989).

## جوائز
حصل على جوائز منها:
- Nakahara Prize [الإنجليزية]‏ (1999).